# Маунт Оливер (Пенсилванија)
Маунт Оливер (енгл. Mount Oliver) град је у америчкој савезној држави Пенсилванија.

## Демографија
По попису из 2010. године број становника је 3.403, што је 567 (-14,3%) становника мање него 2000. године.
| Група             | 2000.         | 2010.         |
| Белци             | 3.306 (83,3%) | 2.072 (60,9%) |
| Афроамериканци    | 466 (11,7%)   | 1.119 (32,9%) |
| Азијати           | 65 (1,6%)     | 39 (1,1%)     |
| Хиспаноамериканци | 43 (1,1%)     | 65 (1,9%)     |
| Укупно            | 3.970         | 3.403         |